# エクアドル

エクアドル共和国
República del Ecuador

国の標語：Dios, patria y libertad（スペイン語）
神、祖国と自由
国歌：¡Salve, Oh Patria!（スペイン語）
万歳、おお祖国よ

エクアドル共和国（、スペイン語: República del Ecuador）、通称エクアドルは、南アメリカ大陸北西部に位置する共和制国家。北にコロンビア、東と南にペルーと国境を接し、西は太平洋に面する。本土から西に1,000キロメートルほど離れたところにガラパゴス諸島（スペイン語ではコロン諸島:Archipiélago de Colón）を領有する。首都はキトで、最大の都市はグアヤキルである。なお、国名のエクアドルはスペイン語で「赤道」を意味する。

## 国名
正式名称はスペイン語でRepública del Ecuador。通称Ecuador [ekwaˈðor]。
公式の英語表記はRepublic of Ecuador。通称Ecuador [ˈɛkwədɔːr]。
日本語の表記はエクアドル共和国。通称エクアドル。
漢字表記は厄瓜多。
国名はこの国を通る赤道（スペイン語でEcuador terrestre）に由来する。スペイン帝国による植民地時代には現在のエクアドルの領域はペルー副王領の一部であり、独立戦争中にシモン・ボリーバルの采配によってコロンビア共和国（大コロンビア）に併合された後は「南部地区（Distrito del sur）」と呼ばれていた。1830年にコロンビア共和国から分離独立する際に、キト共和国と名乗ることは他の諸都市の反発を招くことが予想されたため、キト直下を通る赤道から名前をとり、エクアドルという名前で諸地域の妥協がなされた。

## 歴史

### 先コロンブス期
現在のエクアドル共和国に相当する地域には紀元前1万年ごろの人類の生存が確認されており、その後、様々な古代文明が栄えた。紀元700年から16世紀半ばまでを統合期と呼び、身分制、首長制を基盤とし、祭祀センターを備えた社会構造が存在したことが明らかになっている。

### インカ帝国時代

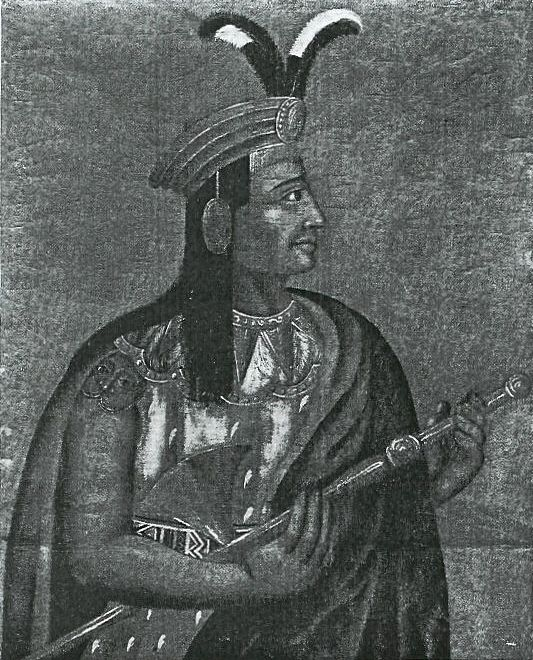
キトの皇帝アタワルパ

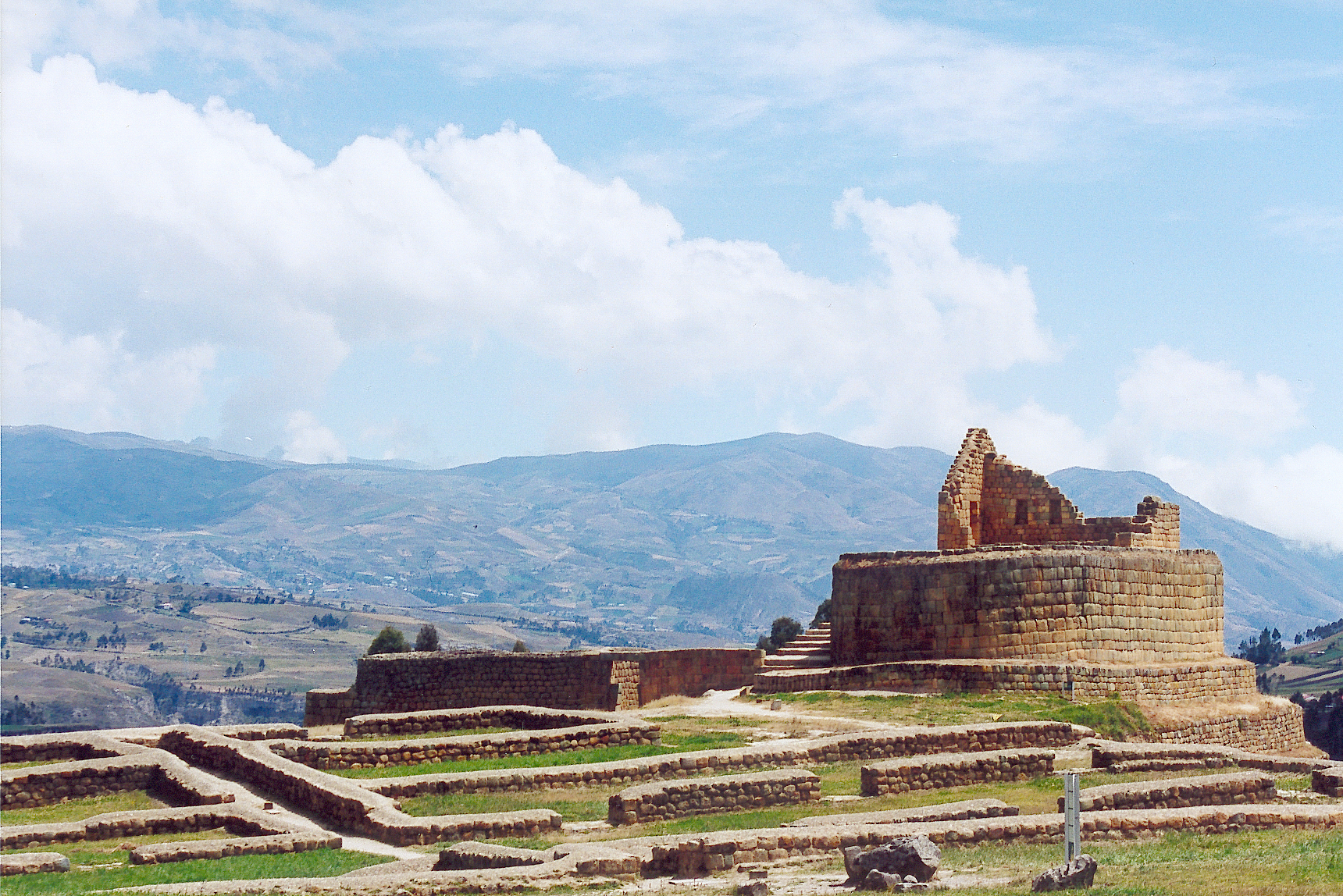
インガピルカの遺跡。

このような諸文化は最終的に、15世紀半ばにクスコを拠点に急速に拡大していたタワンティン・スウユ（ケチュア語: Tawantin Suyu、インカ帝国）の皇帝トゥパク・インカ・ユパンキの遠征によって征服され、キトはクスコに次ぐ帝国第二の都市として栄えた。
クリストファー・コロンブス率いる船団のアメリカ大陸到達（1492年）以降、スペインによるアメリカ大陸の植民地化の脅威はインカ帝国に及んだ。皇帝ワイナ・カパックが、スペイン人によってパナマからもたらされたヨーロッパの疫病で1527年に病死すると、キトで育った皇帝アタワルパは皇位継承権などをめぐってクスコのワスカルとインカ帝国内戦（1529年 - 1532年）を戦い勝利したが、疲弊した帝国にまもなく上陸するスペイン人との戦いを余儀なくされた。

### スペイン植民地時代
1531年にスペイン出身のコンキスタドールの一群を率いてインカ帝国に上陸したフランシスコ・ピサロは、優れた火器や馬を用いてインカ人との戦いを有利に進め、1532年にアタワルパを捕虜にし、1533年にタワンティン・スウユを滅ぼした。
スペイン人による征服後、現在のエクアドルに相当する地域はペルー副王領に編入され、リマの統治を受けることになった。1563年にはキトにアウディエンシアが設置された。1717年にサンタフェ・デ・ボゴタを中心にヌエバ・グラナダ副王領が設立されると、エクアドルはこの副王領に組み込まれたが、1722年には再びペルー副王領に移管された。
征服と植民地化による疫病や、ミタ制による酷使により、インディオ人口は植民地時代に大きく減少し、労働力を補填するためにアフリカから黒人奴隷が連行された。その一方でスペイン系のクリオージョが社会の寡頭支配層となり、メスティーソ（混血者）や、故郷の土地を離れて流浪するインディオなどの境界的な階層も出現するようになった。また、住人のカトリック化も進んだ。

### 独立戦争と保守支配

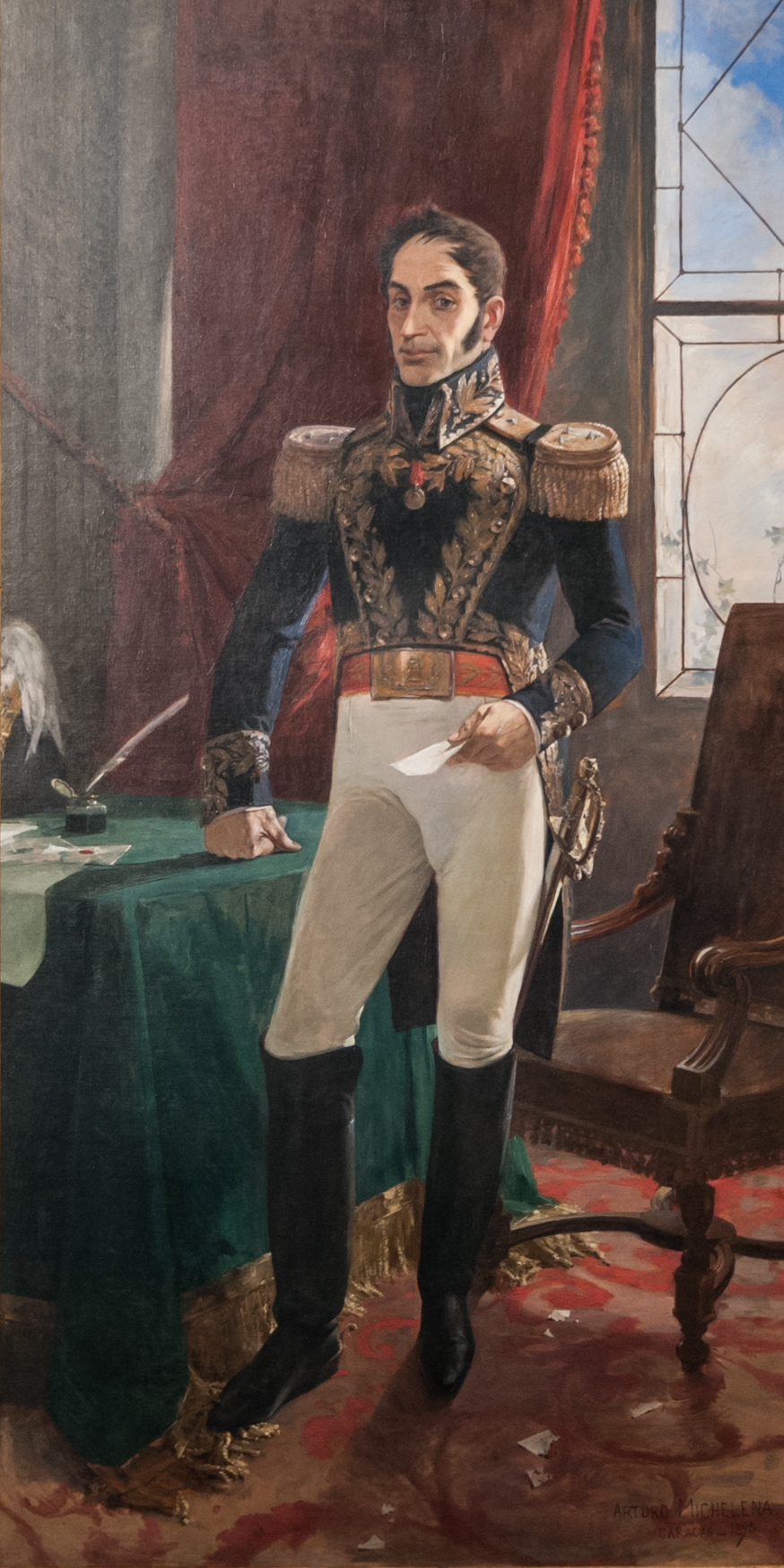
ラテンアメリカ諸国の解放者シモン・ボリーバル。

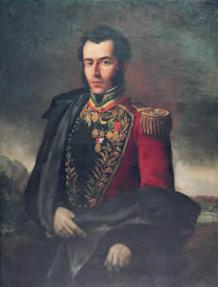
ボリーバルの最も優秀な部下だったアントニオ・ホセ・デ・スクレ元帥。スクレはキトをこよなく愛した。

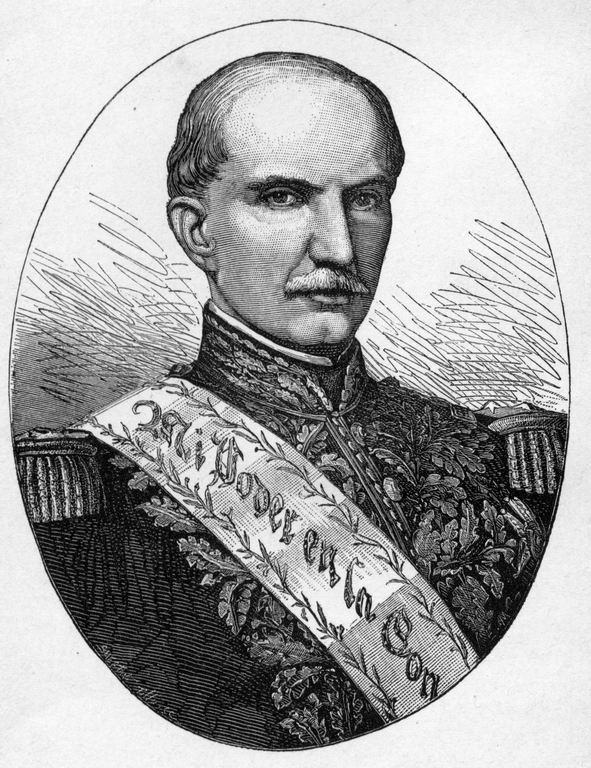
ガブリエル・ガルシア・モレノは保守政治家としてエクアドルの近代化と、インディオ共有地の保護などに努めた。

1789年に勃発したフランス革命に続くナポレオン戦争により、ヨーロッパ大陸ではフランス第一帝政が覇権を一時握った。1808年にフランス皇帝ナポレオン1世が兄のジョゼフ・ボナパルトをスペイン王ホセ1世として即位させると、それに反発する住民蜂起を契機にスペイン独立戦争が勃発した。インディアス植民地は、この偽王への忠誠を拒否した。
1809年8月10日にキトの革命評議会により、イスパノアメリカ初の自治運動が勃発した。この自治運動はペルー副王フェルナンド・アバスカルの差し向けた王党派軍により鎮圧されたものの、同様の運動がすぐにラパス、カラカス、ブエノスアイレス、サンティアゴ・デ・チレ、サンタフェ・デ・ボゴタなど、大陸的な規模で勃発した。
1810年代からコロンビア共和国とリオ・デ・ラ・プラタ連合州（現在のアルゼンチン）が主体となって南米大陸各地の解放が進むなかで、北のベネスエラからシモン・ボリーバルとアントニオ・ホセ・デ・スクレが、南のリオ・デ・ラ・プラタ連合州からホセ・デ・サン＝マルティンの率いる解放軍がエクアドルに迫ると、各都市は再び独立を宣言。1822年のピチンチャの戦いでスクレ将軍がスペイン軍を破ると、最終的に現在のエクアドルとなっている諸地域の解放が確定した。
こうして解放された現在のエクアドルに相当する地域はシモン・ボリーバルの采配により、「南部地区（Distrito del Sur）」としてコロンビアの一部に組み込まれたが、コロンビア内での内乱や混乱によりベネスエラが独立を宣言すると、南部地区も独立を画策し、1830年5月13日にコロンビアからの独立を宣言した。しかし、初代大統領になる予定だったスクレ元帥は暗殺され、同年8月10日にフアン・ホセ・フローレスが初代大統領に就任した。ラテンアメリカ統合の夢に破れた解放者シモン・ボリーバルは、自らの行った政治的な行為が無為に終わったことを噛み締め、痛恨の内に死去した。
独立後しばらくはヌエバ・グラナダ共和国との戦争や、エクアドル・ペルー領土紛争 (1857年 - 1860年)、保守派と自由派との間でのエクアドル内戦（グアヤキルの戦い）など混乱が続いたが、1861年にガブリエル・ガルシア・モレノが政権を掌握すると、モレノは以降15年にわたる独裁政治を行った。モレノ時代にはカトリック教会を軸にした保守政治が進み、エクアドル共和国が「イエズスの聖心」に捧げられるなどの事件があったが、この時期に学校、軍隊、鉄道が整備された。また、インディオ共有地の保護などがなされた。1875年にモレノは暗殺された。

### 自由主義革命

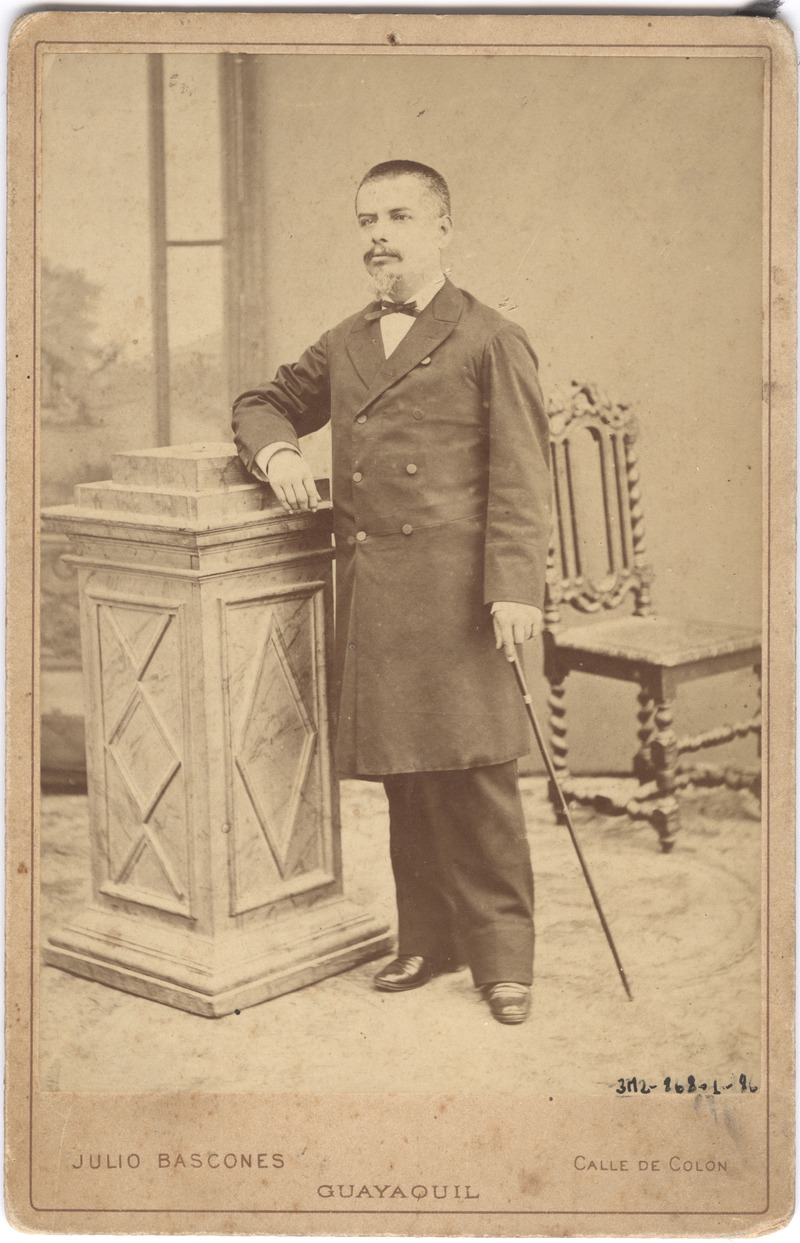
自由主義者 エロイ・アルファロ

このころからエクアドルはカカオを中心としたプランテーション経済により、世界経済に従属的な立場で組み込まれていったが、コスタでのプランテーションの発達は自由主義を求めるグアヤキルの資本家層の権力の拡大をもたらした。
モレノの暗殺後、保守派と自由派による争いが続いたが、自由主義者のエロイ・アルファロが1895年に権力を掌握し、大統領に就任すると、以降自由主義的な政治が行われ、国家の世俗化が進んだ。アルファロは1912年に暗殺されたが、1925年までこの自由主義体制は継続した。

### 軍政とポプリスモ
1925年にシエラの勢力がクーデターを起こすと、政治的な権力の重心がグアヤキルからキトに移動した。しかし政治の混乱は続き、さらに1929年に始まった世界大恐慌によりエクアドル経済が大打撃を受けると、大衆がエクアドル政治に台頭してきた。1933年にポプリスモ政策に訴えたホセ・マリア・ベラスコ・イバラが労働者からの圧倒的な支持を得て大統領に就任した。ベラスコ・イバラは1935年に失脚したが、その後40年間にわたり、エクアドル政治に大きな足跡を残すことになる。
1941年にペルー軍がアマゾン地域を侵略し、エクアドル・ペルー戦争が勃発した。エクアドル軍はこの戦役に敗れ、アマゾン地域の20万 - 25万平方キロメートルの領土をリオデジャネイロ議定書で失うことになった。この戦争はこの後50年間におよびエクアドル・ペルーの両国関係を規定し、さらにはエクアドル人に国民的なアマゾンへの郷愁をもたらすことになった。
第二次世界大戦後、バナナブームにより一時的に経済的な発展がみられたものの、1960年ごろから政治的に不安定な情勢が続き、ベラスコ・イバラや軍人が大統領になる時期が続いた。またこのころから、失われたアマゾンへの郷愁により、エクアドルは「アマゾン国家」であるとする言説がみられるようになった。

### 革新的軍事政権

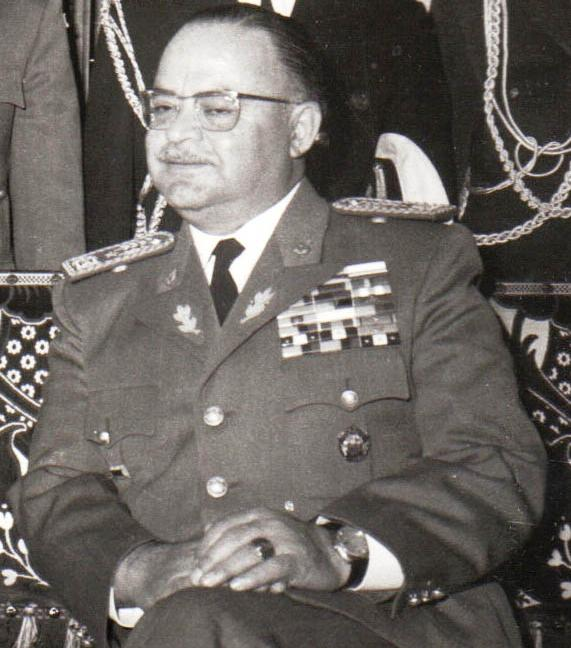
ロドリゲス・ララ政権下では石油会社の国有化や農地改革が行われたが、クーデターで打倒された。

この状況を打破するために、ギジェルモ・ロドリゲス・ララ将軍が決起し、軍事評議会による革命的国民主義政権が樹立された。ロドリゲス将軍は外国資本、特に開発が進められていたアマゾン地域の石油の国有化を通してエクアドル経済の自立的発展や、農地改革を行い、キューバや東側諸国との友好関係を築き、1973年には石油輸出国機構（OPEC）に加盟するなど自主外交が行われた。こうした政策により自らの政治的な立場が危うくなる寡頭支配層と結んだ軍保守派が1976年にクーデターを起こすと、ロドリゲス将軍は失脚した。
新たに政権を握ったアルフレド・ポベダ・ブルバーノ海軍中将は保守化し、外資導入が再び進められた。また、1978年に新憲法草案が国民投票によって承認された。

### 民政移管以降 (1990年代)

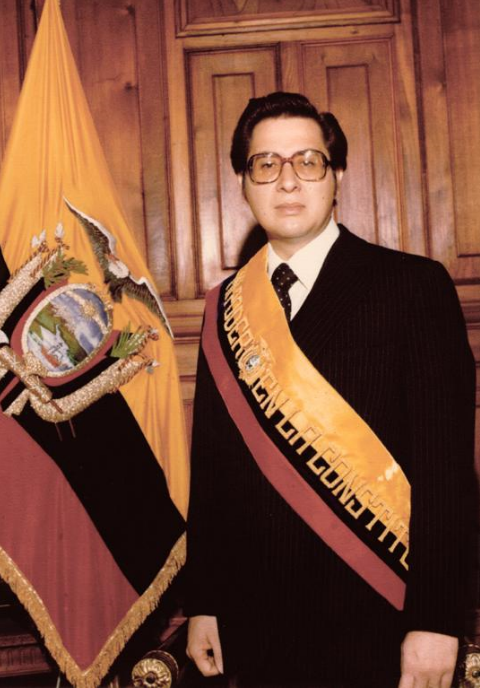
民政移管に伴いロルドス・アギレーラ政権が成立したが、航空事故によって中断した。

1979年にキリスト教民主主義の人民勢力結集党からハイメ・ロルドス・アギレーラが当選して軍事政権から民政移管したが、エクアドルの民主政治は前途多難だった。1981年、ペルーとの紛争（en:Paquisha War）の最中にアギレーラは航空事故で死去し、副大統領のオズワルド・フルタド・ラレアが昇格。1984年の大統領選挙で当選したレオン・フェブレス・コルデーロは親米政権を推進したが、1987年の大地震によって多数の犠牲者を出したばかりか石油パイプラインも破壊されて経済的に苦境に陥った。
1992年にシスト・デュラン・バジェンが大統領に就任した。バジェンは1995年にアマゾンの係争地（石油埋蔵地）をめぐってペルーのアルベルト・フジモリ政権とセネパ紛争を行ったが、敗北した。また、1993年にはロドリゲス将軍の時代に加盟した石油輸出国機構（OPEC）から脱退した。
1996年にはレバノン系のアブダラ・ブカラムが大統領に就任した。しかし、エクアドルにおける初のアラブ系大統領は奇行を繰り返したために失脚し、1998年に同じくレバノン系のハミル・マワが大統領に就任した。マワは10月26日にブラジリア議定書でアマゾン地域を放棄することを認め、1942年以来続いたペルーとのアマゾン地域をめぐる国境紛争はエクアドルの敗北という形で幕を閉じた。

### 2000年代

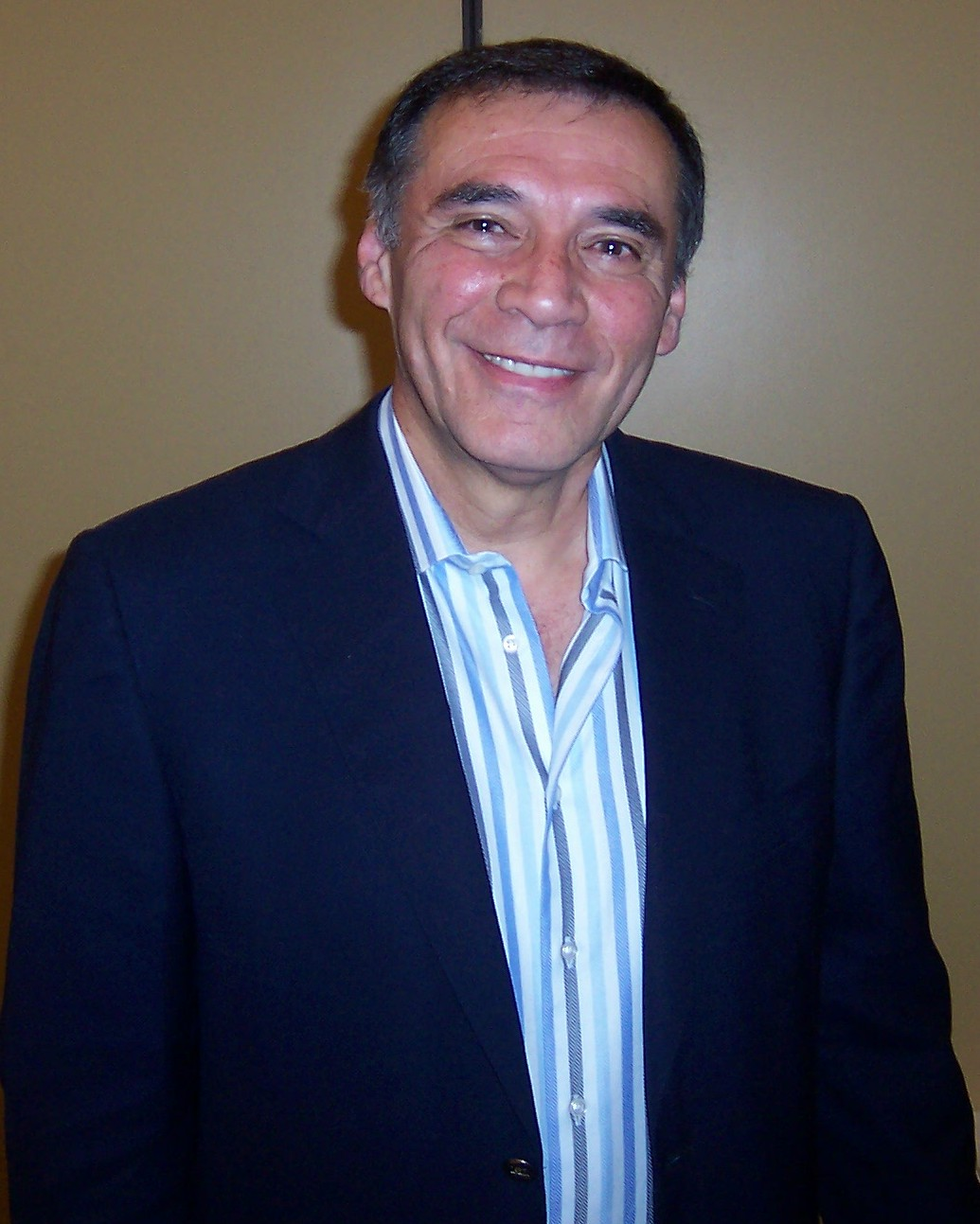
銀行危機が原因となってハミル・マワ大統領は退陣に追い込まれた

1998 - 1999年、銀行危機（Ecuador banking crisis）が発生した。財政再建策をめぐり国際通貨基金（IMF）との間で融資交渉が進んでいなかったこともあり、エクアドルは外貨資金を調達できないまま、1999年9月にブレイディ債がデフォルト（債務不履行）となり、さらにこの後にユーロ債や他の種類のブレイディ債もデフォルトした。債券を保有していた外国の機関投資家で、貸し倒れの特に大きい8機関が政府に対する顧問団を設立し、外貨準備と再生計画について説明を受けた。2000年1月5日、マワは非常事態宣言を行い、1月9日にそれまでの通貨だったスクレからアメリカ合衆国ドルに通貨を変更するドル化政策発表した。7月に政府はデフォルトした債権を単一の国際債に交換するという提案を公表した。同年9月にマワは失脚し、グスタボ・ノボアが大統領に就任した。政治は安定せず、2003年には軍と先住民組織の支持により、ルシオ・グティエレスが大統領に就任したが、2005年に失脚した。
2006年11月の大統領選挙で、ポプリスモ的な政策に訴えたラファエル・コレアが国民から圧倒的な支持を得て勝利し、2007年に大統領に就任した。コレアは反米を旗印に自主外交を進め、ベネスエラのチャベス政権をはじめとする世界の反米政権との友好的関係の構築や、石油出国機構（OPEC）への再加盟などに尽力した。2008年3月3日、コロンビアのウリベ親米政権が3月1日にコロンビア革命軍（FARC、反政府武装組織）征討作戦をエクアドル領内で行ったことに反発し、コロンビアに対して両国の外交関係を断絶することを通告し、公式発表した（アンデス危機）。
2008年9月28日には、大統領の連続再選容認や、経済格差是正を柱とした憲法改正案が賛成多数で承認、公布された。2009年4月26日には大統領選挙および議会選挙を含む総選挙が行われ、コレア大統領が得票率50パーセント以上を得て圧勝し、再選された。新憲法は、社会的な変革や両性の平等、複数民族制などを取り入れている。また、アメリカ合衆国（米国）の同盟国でなく、自主的な立場を明確にしてワシントン・コンセンサスや新自由主義政策と決別することにとどまらず、南米の統合で主導的な役割を果たし、エクアドルのキトに南米諸国連合の本部を建設した。

### 2010年代

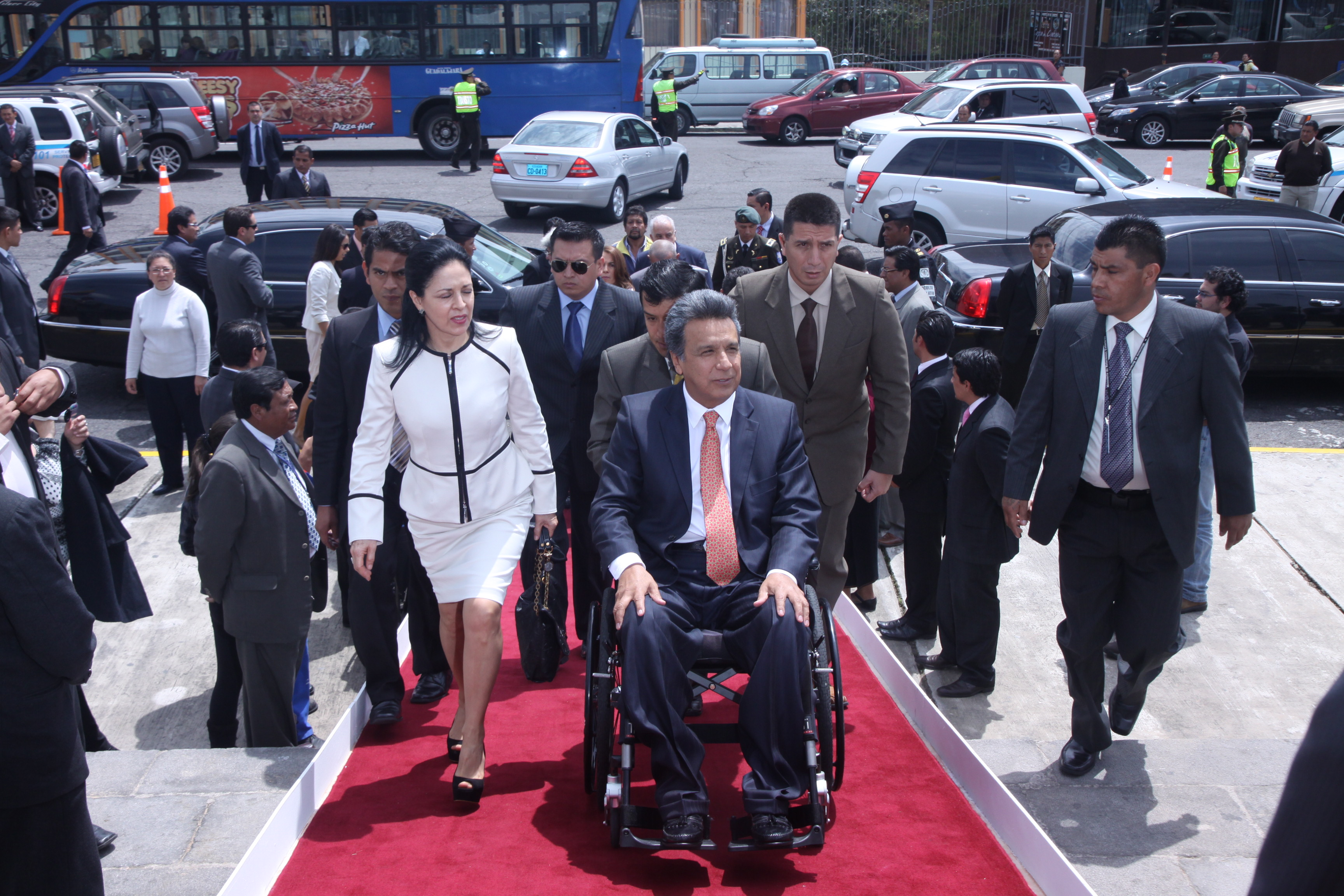
レニン・モレーノ大統領は左派からの支持で当選したが、一転して親米・新自由主義的政策を推進した。

2017年2月19日（1回目投票）、同年4月2日（2回目投票）の大統領選挙で当選したレニン・モレーノが、同年5月25日に大統領に就任した。コレア政権の副大統領を務め、コレア大統領から後継者として指名され、選挙時においても自らがコレア政権の後継者であるとして当選していたことから、反米左翼と反新自由主義を掲げたコレア路線を継続するとみられていた。しかしながら、モレーノ大統領が就任するなりエクアドル政府はそれまでの反米左翼色を親米右翼政策に180度転換し、コレア政権以前のワシントンコンセンサス重視の親グローバリズム・親米・反共・緊縮財政・新自由主義政策に回帰した。2018年3月には親米自由貿易の経済圏である太平洋同盟（加盟国＝メキシコ、コロンビア、ペルー、チリ）に加盟した。一方、反米左翼政権のベネズエラとの関係は急速に悪化しており、2018年8月にはベネズエラ主導の米州ボリバル同盟（ALBA）から脱退した。2019年3月には南米諸国連合からも離脱し、チリのセバスティアン・ピニェラ大統領の主導で南米諸国連合に対抗する新たな地域連合として結成されたラテンアメリカの進歩と発展のためのフォーラム（Prosur）に他の親米的な南米諸国とともに加盟した。
2018年9月には経済破綻状態のベネズエラから近隣の南米諸国に流出する難民対策の国際会議を提唱。ブラジルやコロンビア、アルゼンチンなど南米諸国をキトに招待して国際会議を開き、「キト宣言」を発した。
2018年10月18日にはベネズエラ大使を「ペルソナ・ノン・グラータ」に指定して国外追放に処した。
2019年2月7日にはベネズエラ暫定大統領就任を宣言した反マドゥロ派のベネズエラ国会議長フアン・グアイドをベネズエラ大統領として承認した。

### 2020年代
2020年に入って世界中に拡大した2019新型コロナウイルスの感染はエクアドルにも波及。港湾都市のグアヤキルでは、感染を恐れて路上に多数の遺体が放置される出来事もあった。モレノ大統領は外出禁止令を敷く一方、感染拡大に対処する資金を捻出するため、大統領や閣僚、国会議員らの給与を5割削減することを明らかにした。
2020年4月末の統計では、2万3000人近くが新型ウイルスに感染して約600人が死亡しているとされるが、グアヤス州では4月上旬の死亡者数が月平均の3倍超となっており、上振れする可能性がある。
2021年2月、任期満了に伴う大統領選挙が行われたが、いずれの候補者も過半数を得ることができず、同年4月11日に決選投票が行われることとなった。1位は約32%の票を集めた反米左派のコレア前大統領が推薦するアンドレス・アラウス元知識・人的能力調整相であったが、2位は先住民の市民運動家ヤク・ペレスと元銀行頭取のギジェルモ・ラソが横並びとなるが、ラソが2位となり、アラウスとラソとの決選投票の結果、ラソが52.4%を獲得し勝利した。ラソは11人きょうだいの末っ子で、証券取引所などで15歳ごろから働き始め、後に銀行やコカ・コーラ社現地法人の経営、グアヤス州知事、エクアドル政府経済相を務めた。政治姿勢や政策としては、左右の融和、自由主義経済と雇用による貧困対策を掲げている。
2023年、ダニエル・ノボアが大統領選挙で当選。犯罪増加への対策を公約にしていたが、2024年1月7日、刑務所に服役していた犯罪組織のリーダーが脱獄。全土で非常事態を宣言が出されたが、国内では複数の爆発、警官の拉致、刑務所内の騒乱、テレビ局の占拠が相次いで発生。ノボア大統領は国内が武力衝突状態にあると宣言し、治安部隊に対して複数の犯罪組織の無効化を指示した。

## 政治
大統領を元首とする共和制国家である。行政権は大統領に属し、大統領の任期は4年で、以前は再選は禁止されていたが2008年の憲法改正で再選が可能となった。現行憲法は2008年憲法である。
立法権は一院制の国民議会に属し、任期は4年、定数は137議席である。
司法権は最高裁判所に属する。

## 軍事

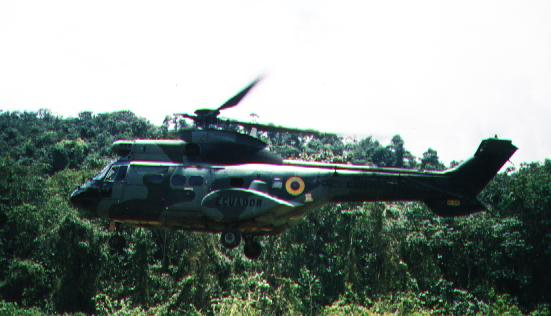
エクアドル陸軍のピューマヘリコプター

徴兵制が敷かれており、エクアドル軍は兵員約5万人を有している。エクアドル軍はエクアドル陸軍、エクアドル海軍、エクアドル空軍の三軍種からなる。
過去にペルーとの紛争でアマゾン流域の領土を併合されたことや、強権的な弾圧を行った軍事政権が少ないこと、主要な政治改革が主にクーデターによって政権を握った軍部の革新派将校によって進められたことから、国民の軍への信頼は強い。
コロンビアとの国境付近はコロンビア革命軍（FARC）の活動地域であり、危険である。また、エクアドル政府は2005年のグティエレス政権時代からFARCに庇護を与えていたが、このことが2008年のコレア政権下で再び発覚し、コロンビアとの外交問題になった。
太平洋岸の港湾都市マンタにはアメリカ空軍の基地（マンタ空軍基地）が存在し、コロンビアへの枯葉剤散布作戦などを行っていたが、2009年9月に賃貸期限が切れ、政府も更新を認めなかったことから撤退した。

## 国際関係
1942年のペルーとの戦争でアマゾン流域の広大な領土を併合されて以来、エクアドル・ペルー間には恒常的な緊張状態が続いていたが、1998年に和平合意が結ばれてからは、エクアドルがアマゾンの領有権主張を諦める形で両国の友好関係が再開した。
アメリカ合衆国との関係も大きく、2004年には二国間自由貿易協定（FTA）の成立を目指していたが、これは2006年のコレア政権の成立によって阻止された。また、1999年のパナマ運河返還に伴ってパナマの米軍基地が太平洋岸の港湾都市マンタに移動し、マンタ空軍基地から出撃するアメリカ空軍がコロンビアへの枯葉剤散布作戦などを行っていた。現在も多くのエクアドル人がアメリカ合衆国に出稼ぎに行っている。
欧州連合（EU）との関係も重要であり、スペインやイタリアに多くのエクアドル人が出稼ぎに出ている。
2008年のデフォルトから接近した中華人民共和国（中国）はコレア政権時代にエクアドル最大の債権国となり、中国からの融資でエクアドルの財政支出の6割は賄われるようになり、エクアドルの原油は9割が中国に輸出された。また、中国から武器の購入も進め、中国の援助でエクアドル初の人工衛星「NEE-01 ペガソ」を打ち上げたほか、エクアドル最大のコカ・コド・シンクレル水力発電所などを建設。さらに中国の協力で大規模な監視システムであるECU911を構築してエクアドルは監視社会となった。
エクアドルは2017年にモレーノが大統領に就任してから親米右翼路線に転換、反米左翼政権のベネズエラとの関係が極度に悪化している。
2022年には日本など太平洋諸国によるTPPに加盟を申請。2023年5月10日には中国との自由貿易協定（FTA）に署名した。

### 2023年のメキシコ大使館突入事件
2023年12月、2017年に公共工事に絡む汚職事件で有罪判決を受け、服役後に仮釈放を受けていた元副大統領のホルヘ・グラスがメキシコへの政治亡命を求めて、首都キトにあるメキシコ大使館に駆け込み、保護されていた。2024年4月5日、武装した現地警察特殊部隊が同大使館に突入してグラスを拘束し裁判所に連行した。メキシコ側は「エクアドル側による『在外公館における不可侵』を破る行為で、外交関係に関するウィーン条約に違反し主権を侵害している」として強く反発し、直ちにエクアドルとの断交を実施した。これに対しエクアドル側は、自国駐在のメキシコ大使をペルソナ・ノングラータに指定する報復措置を実施し、両国間の関係が急速に悪化することとなった。11日、メキシコ政府は国際法違反だとして国際司法裁判所に提訴した。
当時のブラジル、チリ、コロンビア左派政権もメキシコに同調して6日にエクアドル政府を非難し、ニカラグアは断交を発表した。

## 地方行政区分

エクアドルの県

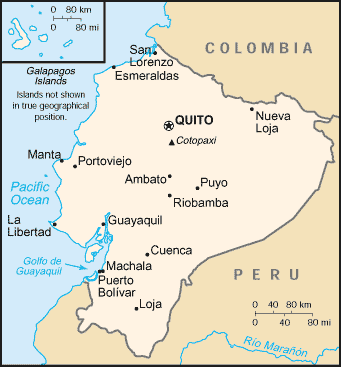
エクアドルの都市位置

22の県（provincia、州と訳されることもある）に分かれる。地方行政は中央集権体制がとられており、各県知事は大統領が任命する。"：" の右側は県都。

### オリエンテ（アマゾン地域）
- モロナ・サンティアゴ県（Morona-Santiago）：マカス
- ナポ県（Napo）：テナ
- オレリャナ県（Orellana）：プエルト・フランシスコ・デ・オレリャナ
- パスタサ県（Pastaza）：プージョ
- スクンビオス県（Sucumbios）：ヌエバ・ロハ
- サモラ・チンチペ県（Zamora-Chinchipe）：サモラ

### シエラ（アンデス地域）
- アスアイ県（Azuay）：クエンカ
- ボリーバル県（Bolivar）：グアランダ
- カニャール県（Cañar）：アソゲス
- カルチ県（Carchi）：トゥルカン
- コトパクシ県（Cotopaxi）：ラタクンガ
- チンボラソ県（Chimborazo）：リオバンバ
- インバブーラ県（Imbabura）：イバラ
- ロハ県（Loja）：ロハ
- ピチンチャ県（Pichincha）：キト（首都）
- サント・ドミンゴ・デ・ロス・ツァチラス県（Santo Domingo de los Tsáchilas）：サント・ドミンゴ・デ・ロス・コロラドス
- トゥングラワ県（Tungurahua）：アンバト

### コスタ（太平洋岸地域）
- エル・オロ県（El Oro）：マチャラ
- エスメラルダス県（Esmeraldas）：エスメラルダス
- グアヤス県（Guayas）：グアヤキル
- ロス・リオス県（Los Rios）：ババオヨ
- マナビ県（Manabi）：ポルトビエホ
- サンタ・エレーナ県（Santa Elena）：サンタ・エレーナ

### 島嶼
- ガラパゴス県（Galapagos）：プエルト・バケリソ・モレノ

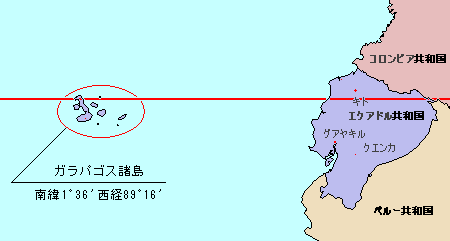
本土とガラパゴス諸島
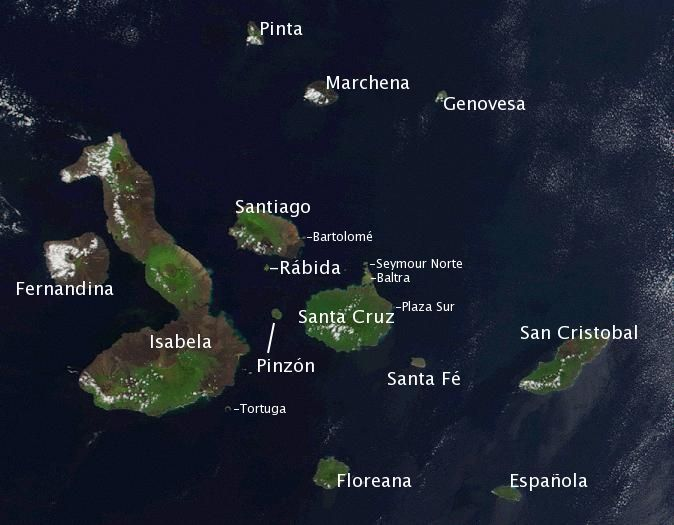
ガラパゴス諸島

### 主要都市
主要な都市はキト（首都）、グアヤキルがある。

## 地理

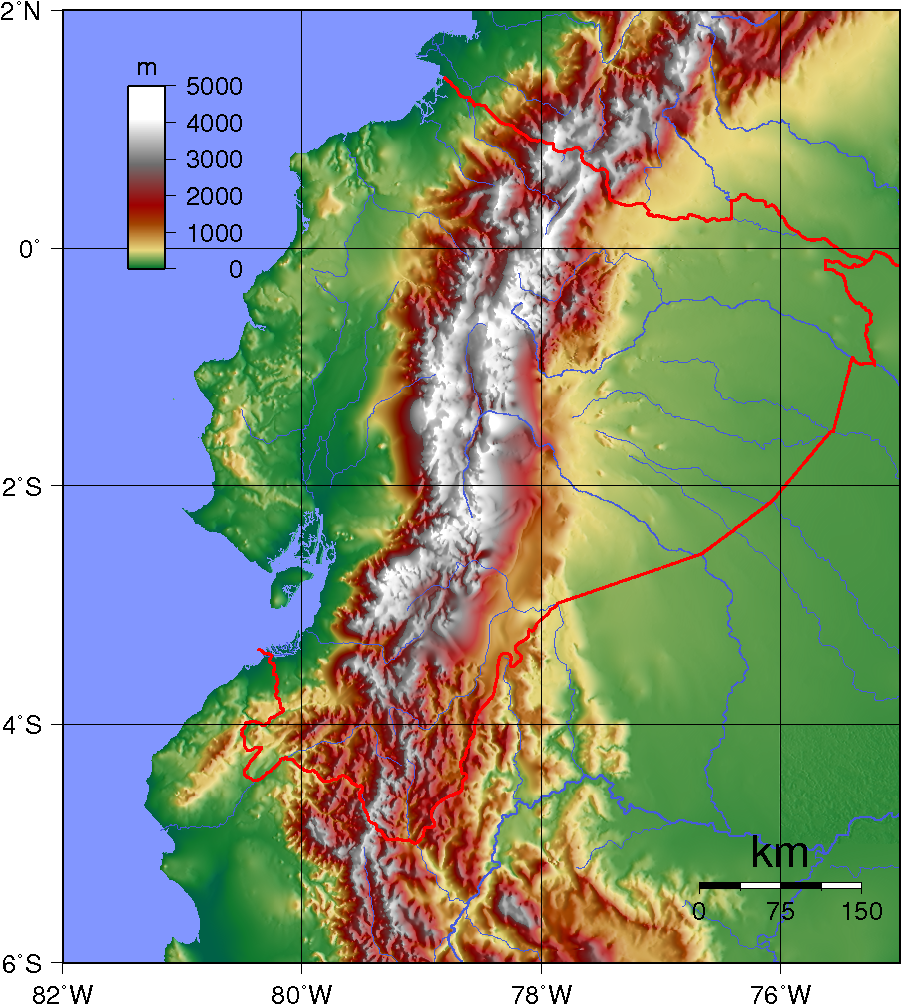
エクアドルの地形図

エクアドルは赤道直下にあり、北にコロンビア、東と南にペルーと国境を接し、西は太平洋に面する。本土から西に1,000キロメートルほど離れた太平洋上にガラパゴス諸島を領有する。
本土は標高によって三地域に分かれる。中央のアンデス山脈が縦断している地域をシエラ（La Sierra）、太平洋岸の亜熱帯低地をコスタ（La Costa）、東部のアマゾン川上流熱帯雨林が広がる地域をオリエンテ（El Oriente）と呼ぶ。

### 山

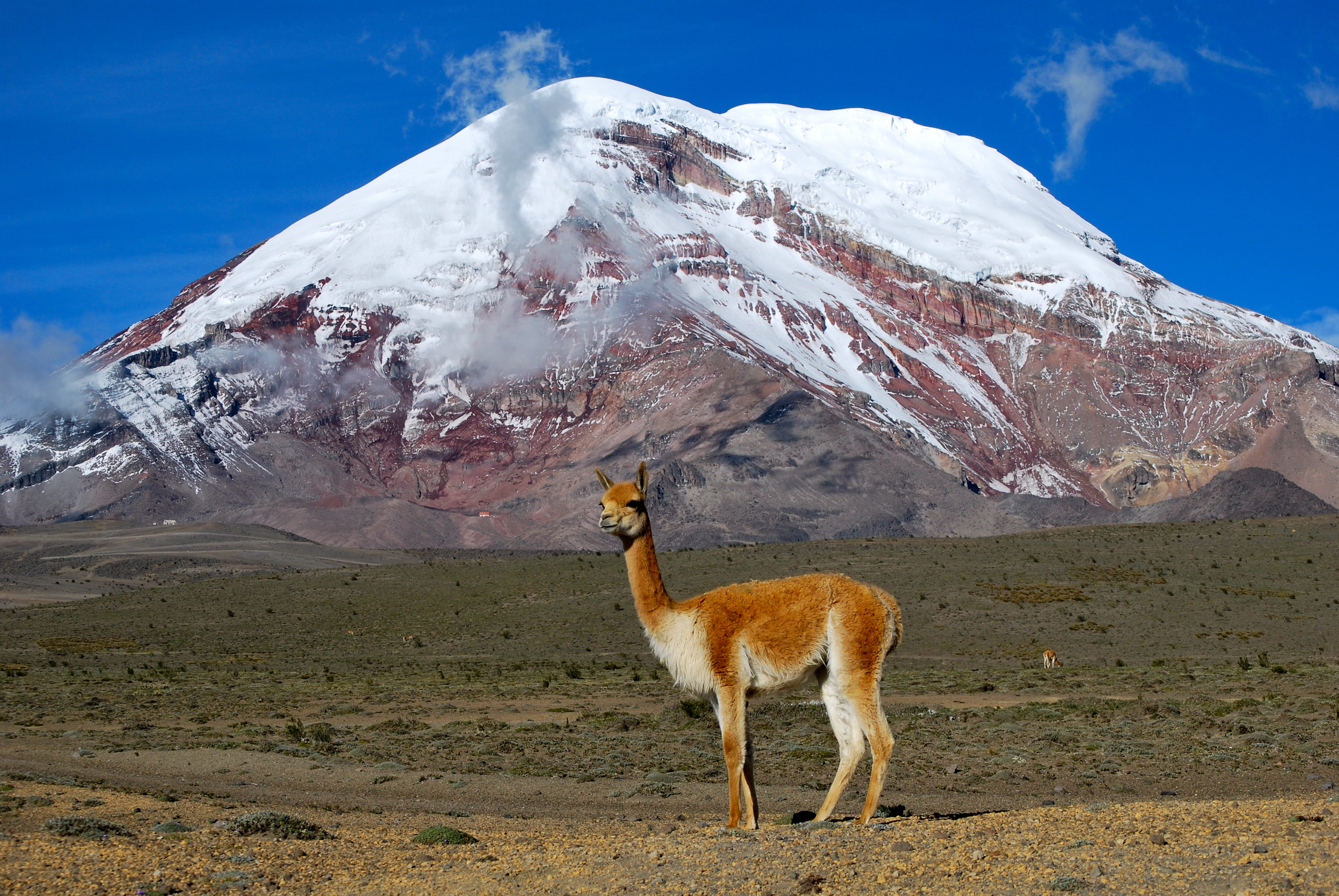
チンボラソ山

国内中央のシエラをアンデス山脈が南北に貫き、アンデス山脈は西部のオクシデンタル山脈、東部のオリエンタル山脈、および両山脈の間に位置する10の主要盆地よりなる。国内最高峰はオクシデンタル山脈のチンボラソ山（6,267メートル）である。いくつかの火山が現在も活動している。

### 気候
基本的に赤道直下の熱帯だが、シエラは標高が高く、またコスタも寒流であるペルー海流（フンボルト海流）の影響により、過ごしやすい気候になっている。

## 経済

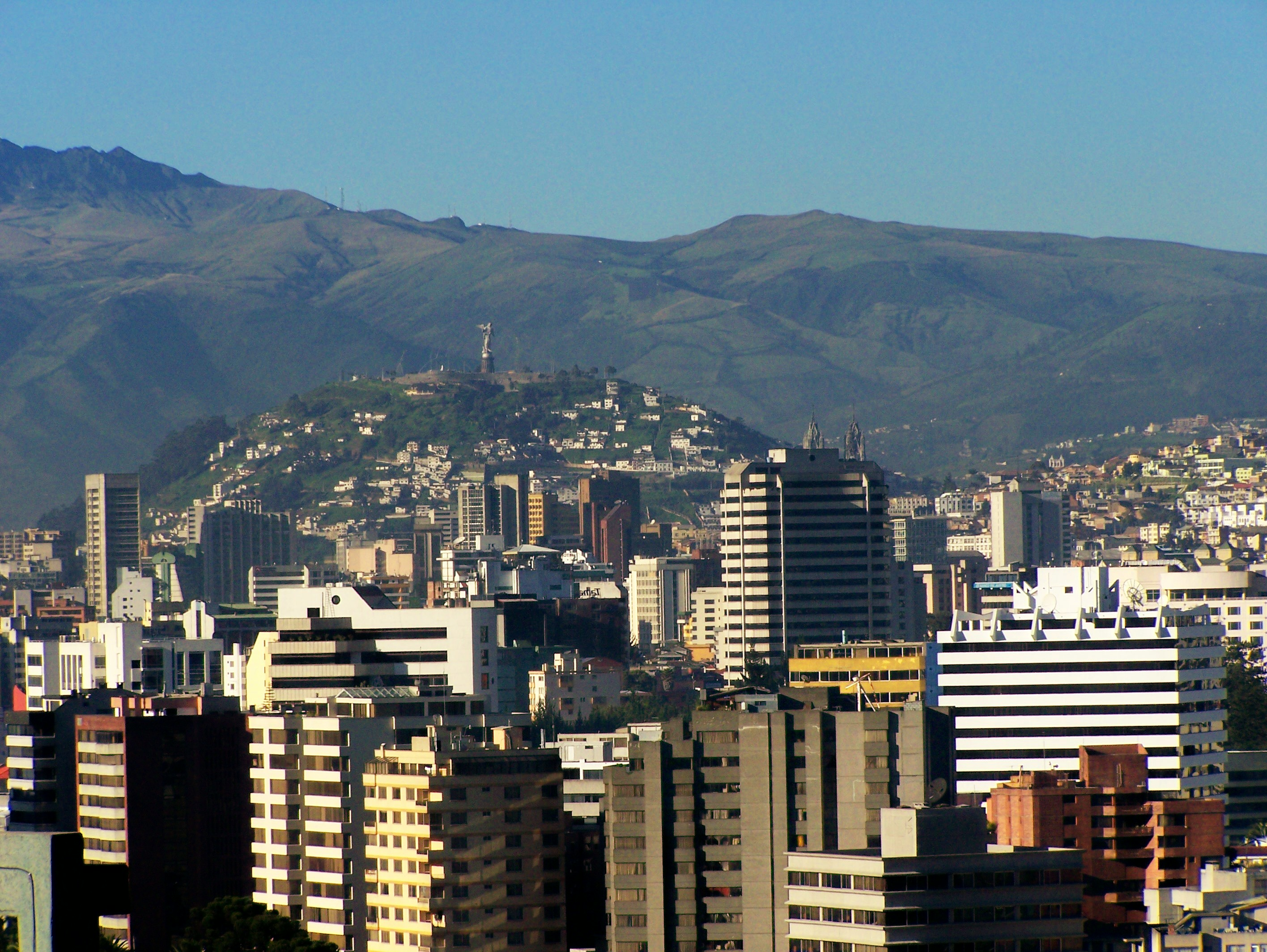
エクアドルの首都キト

2021年の名目GDP（国内総生産）は1,061億6,587万ドルで、これは2021年世界GDPランキングの64位である。2021年のGDP成長率は、4.2%と大幅に上昇した。これは前年のコロナ禍と原油価格下落の影響で－7.8％の成長率となったことに影響されており、異例な上昇率となった。アンデス共同体の加盟国、メルコスールの準加盟国である。2000年からエクアドルは自国の通貨をスクレからアメリカ合衆国ドルに切り替えた。

### ドル化政策
1999年のブラジル通貨危機の影響により、翌年2000年米ドルを法定通貨に採用した。中南米のいくつかの国ではこのような「ドル化」が定着している。エクアドルの場合、1999年に通貨スクレの信認が失われ為替相場が急落したため、2000年1月に1ドル＝25,000スクレの固定相場制を導入し、同年9月には通貨スクレを放棄し米ドルを法定通貨とした。これは非常に短期間のうちに緊急対応的に実施された。ドル化を実施して以降、エクアドルのインフレ率は急速に低下し経済は安定的に推移している。しかし、その代償として自国通貨を放棄したことで独自の金融政策が実施できなくなり、エクアドル経済は米当局の都合で決まる金融政策に左右されることとなった。また、当時のエクアドルのコレア政権は、政治的に反米左翼だったにもかかわらず、自国通貨を放棄してでも物価と経済の安定を優先した非常に危機的状況だったことがわかる。なお、その後2017年に就任したモレノ大統領、2021年就任のラソ大統領はアメリカとの関係を重視しており、特にラソ大統領はIMFなどの国際金融機関との協調路線を継続し、ドル化経済を維持していくとしているとしている。

### 農業
エクアドルは農業国だが、生産が輸出商品作物の栽培に偏っていることや農地の所有制度に問題が残ることなどから、必ずしも国民の生活・福祉を支えるものとはなっていない。
農地の地域分布は山地と海岸平野に二分される。降水量が少ないため農業に適さない山地で主食となる米やトウモロコシ、肥沃な海岸平野ではカカオ、コーヒー、サトウキビ、バナナなどの商品作物を栽培する。このため、輸出に占める農産物の割合が5割を超えているにもかかわらず、食糧を輸入している。大土地所有制度の弊害は大きく、人口のわずか1パーセントを占めるに過ぎない所有者が農地の4割を所有し、土地なし農民や一種の農奴として働く農民が少なくない。
しかし、2007年には革新政権が誕生し、続く2008年9月に国民投票で承認された新憲法は、食料主権を確立するために大土地所有制を禁止した。それを受けて、2009年7月に2年以上未使用の土地は政府が接収できるとする政令が発効した。それにより政府は、企業や大土地利用者が所有している未使用地を小規模農家に配分し始めた。2009年12月20日、政府は北西部地域に住む農家約1850世帯に対して、合計1万2,000ヘクタールの未使用地の所有権を譲り渡した。この土地は大手銀行が所有していたが、1999年に銀行が倒産したあとは放置されていたものである。
主食となる作物は、米（138万トン、以下2005年）、トウモロコシ（75万トン）、ばれいしょ（42万トン）、キャッサバ（12万トン）が主力。商品作物では、世界第4位のバナナ（588万トン、世界シェア8.1パーセント）、同7位のカカオ（14万トン、3.6パーセント）、コーヒー（10万トン、1.3パーセント）。世界シェアは低いもののサトウキビの生産量は566万トンに達し、単一の作物としてはバナナに次ぐ。畜産業は馬に集中している。
また、エクアドル沖は好漁場であり、コスタではエビ、マングローブガニが水揚げ、ガラパゴス沖ではマグロなどが漁獲されている。

### 鉱業

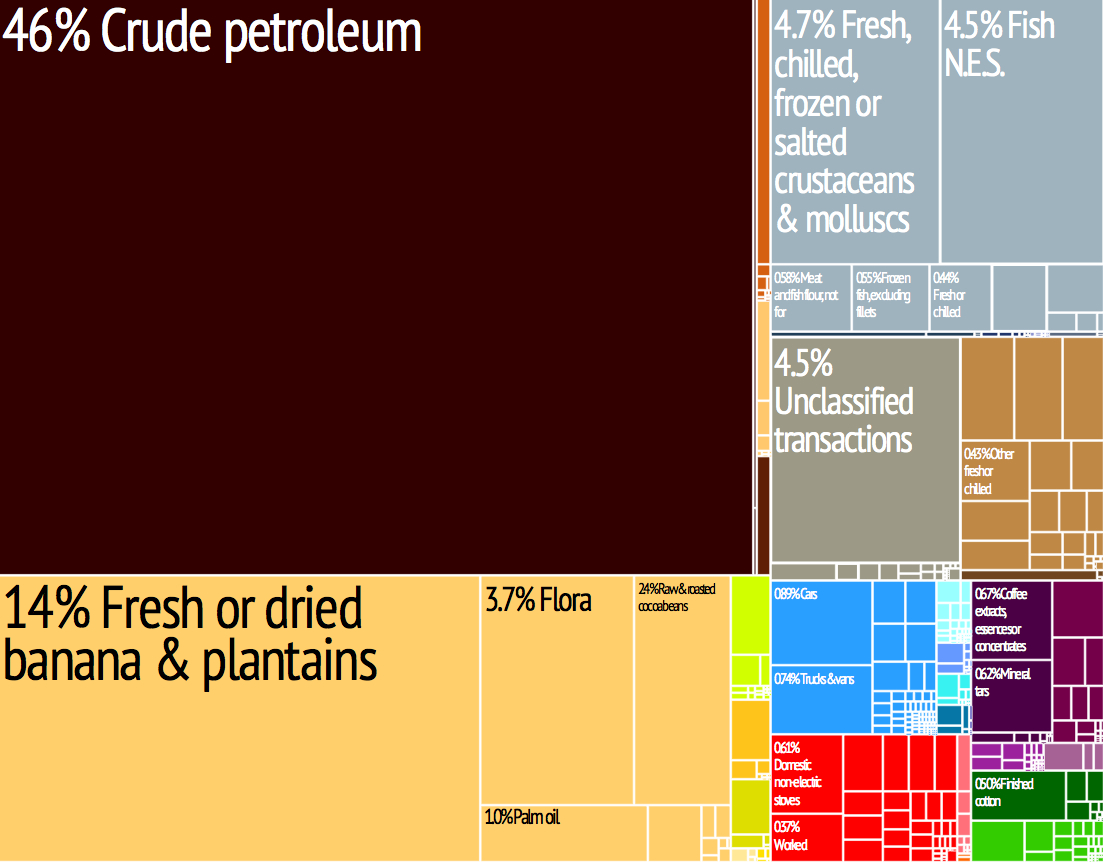
色と面積で示したエクアドルの輸出品目（2009年）。原油が大きな割合を占めている。

鉱業は農業、漁業と並んでエクアドル経済を支える3本柱の一つである。埋蔵量が減少しているとはいえ、有機鉱物資源、特に石油は1920年代に開発されて以来エクアドルの主産業となり、2003年時点で輸出額の39.3パーセントを占める最大品目である。東部のオレリャナ州の油田が有力。エクアドル政府は石油が貴重な外貨獲得源であると考えており、火力発電を規制し、地形を生かした水力発電に投資している。2011年では、水力発電が発電量の58パーセントを占めており、火力発電は34パーセントでしかない。2016年には水力発電の比率を93.5パーセントにすることを目標としている。
エクアドルの油田の問題点は、主要な油田がアンデス山脈の東側に位置しながら、輸出のためには山脈の西側の港湾まで輸送しなければならないことである。輸送にはパイプラインを用いているが、地震国でもあるため、いったん損傷が起こると輸出が停止してしまう。
有機鉱物資源の品目では、石油（2,046万トン、2002年）に偏っており、天然ガス（6.8千兆ジュール）が次ぐ。石炭は採掘されていない。金属鉱物資源の種類は多く、亜鉛（100トン）、金（11トン）、銀（2トン）、銅（100トン）、鉛（200トン）のほか、錫やビスマスも確認されている。ただし、鉱業として成立しているとは言いがたい。その他の鉱物資源としては塩（9万トン）がある。

### 貿易
2021年時点で、エクアドルの主要輸出相手国は上位から、米国（24.0%）、中国（15.3%）、パナマ（14.9%）である。主要輸出品目は、上位に原油（27.3%）で、次にエビ（19.9%）、バナナ（13.1%）といった農林水産物となっている。以前は輸出の半分以上が原油であったが、近年非石油部門を強化し、EU以外の欧州、アジア・オセアニアなど輸出先を増やしている。2015年、原油価格低下により国際収支が悪化し、政府は次のような一連の保護主義的措置を導入した。自動車の輸入総量規制の強化、588 品目について関税率引き上げ、全輸入品に対し 5～45％の追加関税を課すなど。なお、エクアドルの2021年の石油産出量は、2,535万トンで、世界第29位となっている。

### 対日貿易
2021年のエクアドルへの日本の輸出は約478億円、エクアドルからの輸入は約1,392億円で日本の貿易赤字となっている。主な輸出品目は、熱延銅板（22.2%）などの工業品、乗用車（11.6%）。輸入品目は上位から石油および歴青油（原油）（78.8%）、バナナ（8.6%）、冷凍野菜（5.4%）などだ。また、日系企業の進出状況は2020年10月時点で19社、在留邦人数は301人と少ない。

### 観光・移住
キト、クエンカの歴史的な町並みや、アマゾンでのエコツアーが多くの観光客を惹きつけているが、エクアドルの観光地として特筆されるのはやはり、多様な生態系で知られるガラパゴス諸島である。また、「リタイア後に移住したい国ランキング」世界1位であり、理由として過ごしやすい気候、高度で安い医療費、物価の安さが挙げられ、リタイヤメントビザでの北米からの移住者が約4,000人いる。

### 交通
首都キトにメトロ、バスと鉄道が通る。同国最大の都市であるグアヤキルにもバスがある。ドゥランに鉄道駅がある。

## 国民

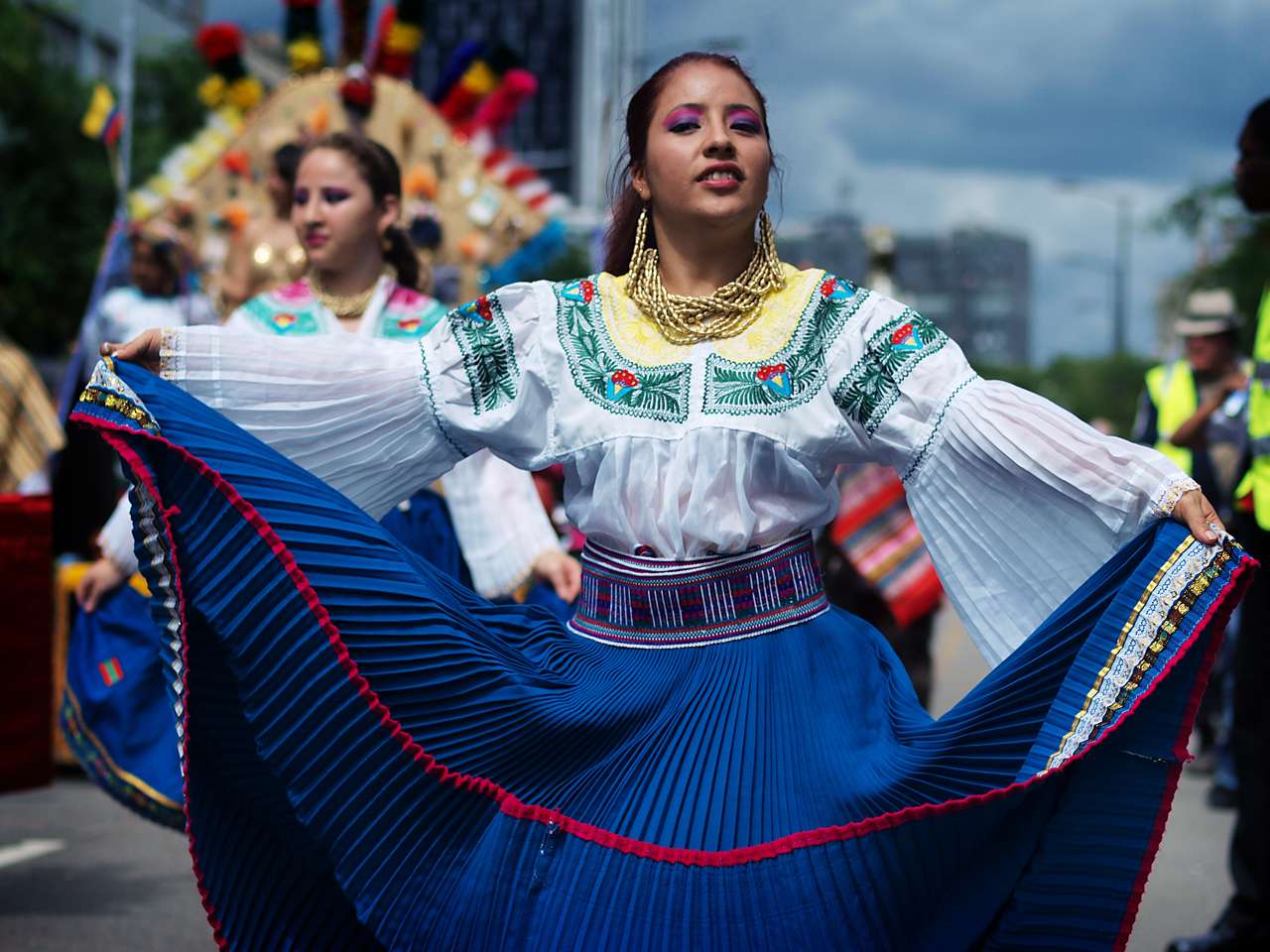
伝統的な衣装に身を包んだメスティーソの女性

エクアドルは非常に多様性に富んだ国である。2007年の時点では、国内で最も多い民族集団は国民の67パーセントを占めるメスティーソであり、2番目に多いのは22パーセントを占めるインディヘナとなり、白人が12パーセント、ムラートやサンボを含んだアフリカ系エクアドル人が8パーセントを占める。また、特にイタリア、スペイン、アメリカ合衆国、カナダ、日本（在日エクアドル人）には出稼ぎエクアドル人のコミュニティがあり、2007年の時点で約250万人のエクアドル人が海外で暮らしていると推測されている。国民の多くはコスタやシエラに住み、オリエンテには国民の3 - 5パーセントほどしか居住していない。エクアドルの移民の出身地としてはスペイン、フランス、ドイツ、レバノン（レバノン系エクアドル人）、イタリアなどが挙げられる。

### 人口
1950年の調査で約327万人となり、1970年のセンサスでは888万4,768人、1983年年央推計では約1,168万人になった。

### 言語
公用語はスペイン語のみであるが、インディヘナによりケチュア語（キチュア語）、シュアール語が話され、特にケチュア語は「統一ケチュア語」が制定されて学校教育でも教えられている。また、オリエンテのアマゾン低地に住む先住民によって多様な言語が使用されている

### 宗教
カトリック教徒が国民の80パーセントであるが、近年、先住民社会を中心にプロテスタントの数が増加しつつある。ほかにはユダヤ教やイスラーム教を信仰するものが少数存在する。ユダヤ人にはセファルディムが多い。
カトリックの影響が根強く存在し、エクアドルでは妊娠中絶が強く反対されている。現状では、母親の命に重篤な危険があるときか、精神障害のある女性がレイプされたことによる妊娠しか中絶が認められていない。2019年9月には、エクアドルの首都キトにある国会前で、レイプ被害者や近親相姦に対する中絶規制を緩和する法改正案が否決されたことに対し、デモが起こっている。

### 教育

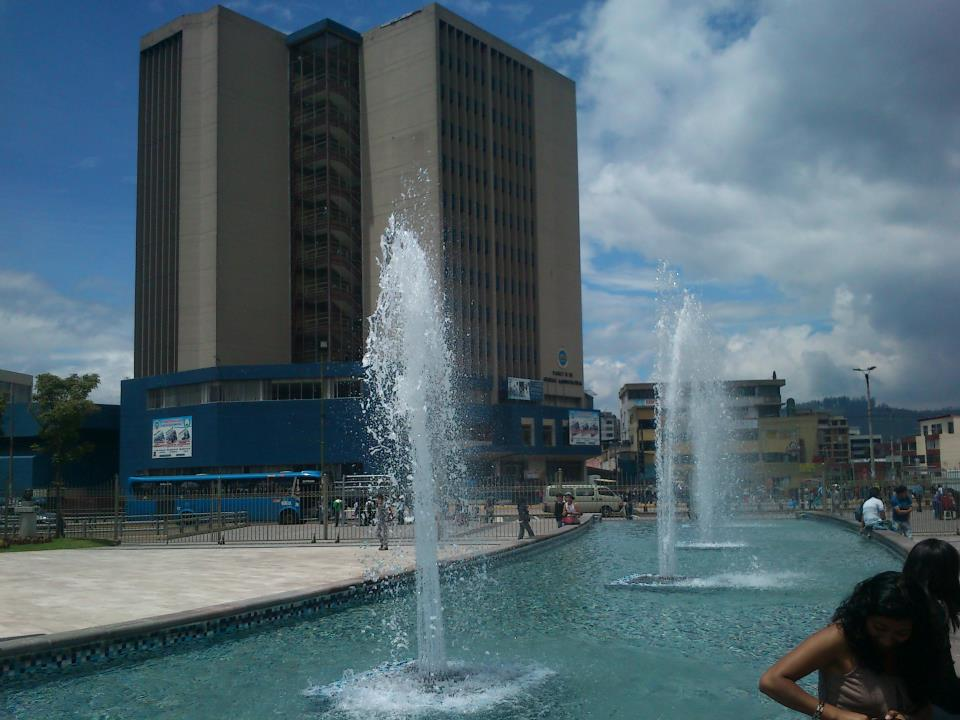
エクアドル中央大学

5歳から14歳までを対象に、1年間の就学前教育、6年間の初等教育、3年間の前期中等教育からなる10年間の義務教育制度が敷かれる。義務教育が終わると、3年間の後期中等教育（高校）があり、高校を卒業すると高等教育（大学）への道が開ける。
エクアドルの教育水準は決して高いとはいえない。その理由としては、就学率の低さと義務教育期間における留年率と退学率の高さが挙げられる。2001年のセンサスによれば、15歳以上の人口の識字率は91パーセント（男性92.3パーセント、女性89.7パーセント）である。
主な高等教育機関としてはエクアドル中央大学（1826年創設）、グアヤキル大学（1867年創設）、クエンカ大学（1868年創設）などが挙げられる。
1980年代以降、先住民が教育文化省内に「異文化間二言語教育局」を設置し、スペイン語と先住民言語（おもにケチュア語、シュアール語）による二言語教育が実施されており、スペイン語と先住民言語の双方を習得した先住民子弟の教育に力が注がれている。

## 治安
殺人発生率は世界で18位にランクインするほど治安が悪かったが、徐々に改善されていき、2017年は57位まで下がった。南米の中ではチリ、アルゼンチンに次いで3番目に発生率が低く、南米の中では比較的治安が安定していた。
しかし、2020年代に入ってから治安が急速に悪化し、2022年には人口10万人あたりに殺害された人はおよそ26人と2020年の3倍以上になった。これはメキシコやブラジルを上回る数値で、2024年中にはベネズエラと並ぶ中南米最悪のレベルになるとみられている。
背景には、麻薬取引が絡む犯罪組織が急速に勢力を広げ、豊富な資金力を持つメキシコやコロンビアなどの麻薬密売組織が、地元の組織と結託し、エクアドルの軍や警察を次々に買収して各地の刑務所に武器を運び込み、麻薬取り引きの拠点としていることがある。これまで比較的治安がよく、国境や港湾の警備に力を入れず、犯罪組織につけいる隙を与えたことや、2016年に隣国コロンビアで政府と左翼ゲリラのコロンビア革命軍（FARC）が和平合意に達し、これに反発する一部の戦闘員がエクアドルに流れ、麻薬取り引きに関わるようになったとの指摘もある。犯罪組織は各地の商業施設や公的機関、さらには病院や学校に対しても「みかじめ料」を払うよう要求し、従わない相手には車に爆発物を仕掛けるなどの凶悪行為も起こしている。
2023年に入ってから、現職の市長など要人が相次いで殺害されたほか、8月には大統領選挙に立候補したフェルナンド・ビジャビセンシオが、首都キトで行った選挙集会の直後、武装グループから銃撃され、殺害された。ビジャビセンシオはジャーナリストとして長年、政府の汚職や組織犯罪を追及してきた。さらに実行犯のコロンビア国籍の男6人が、本格的な取り調べが始まる前に刑務所内で死亡。地元メディアなどは、口封じのため何者かによって刑務所内で「絞首刑」に処せられたと伝えた。

### 事件・事故
- 2013年12月28日、最大都市グアヤキルで、新婚旅行で訪れていた邦人夫婦が銃撃され、30歳の男性が死亡する強盗殺人事件が起きた。市内のレストランからタクシーでホテルに帰る際に、8人組に襲われたとされる。南米では「特急誘拐」(短時間誘拐）と呼ばれる強盗が多発していた。2015年11月25日、夫を殺害したとして強盗殺人罪に問われた1人の男に裁判所から有罪を言い渡された。量刑が後日で、求刑35年に対し、検察は禁固刑16年〜30年とみたてた。男は控訴するとされた[45][46]。

- 2024年1月、悪名高い麻薬犯罪組織「ロス・チョネロス」を率いるリーダーが脱獄。のちにエクアドルの治安は急速に悪化し、大統領が非常事態宣言を出した[47]。

- 2024年1月9日、最大都市グアヤキルで、生放送中のテレビ局TCが、銃を持った覆面の武装集団に一時占拠された。テレビ局のスタッフ1名が足をうたれ、別の1名が腕を骨折させられたが、警察により制圧され13人が逮捕され、死亡者はでなかった[48][49]。

- 2024年1月17日、テレビ局襲撃事件の捜査を率いていた検事が暗殺される[50]。

## 文化

### 食文化

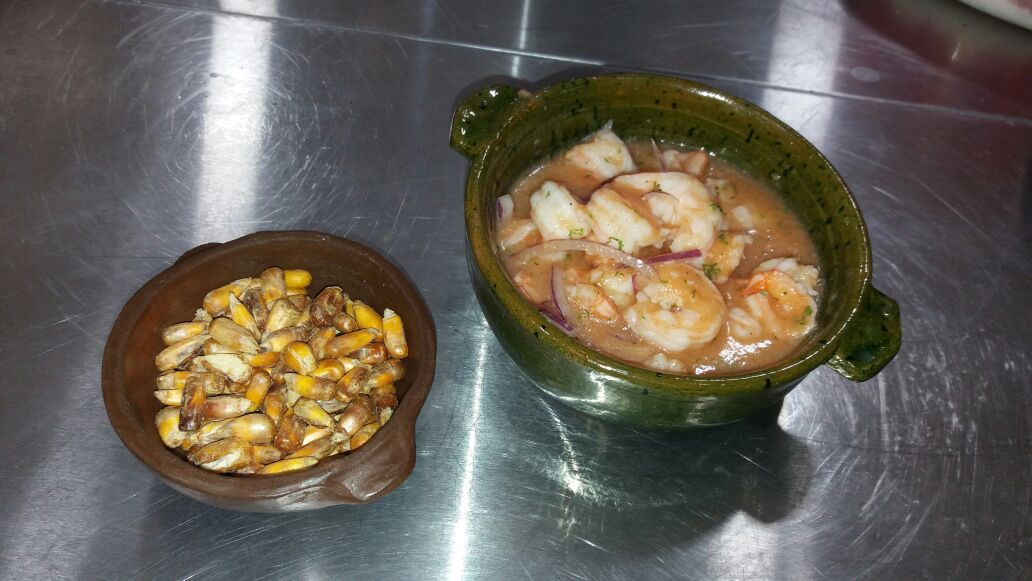
エクアドルのセビッチェ

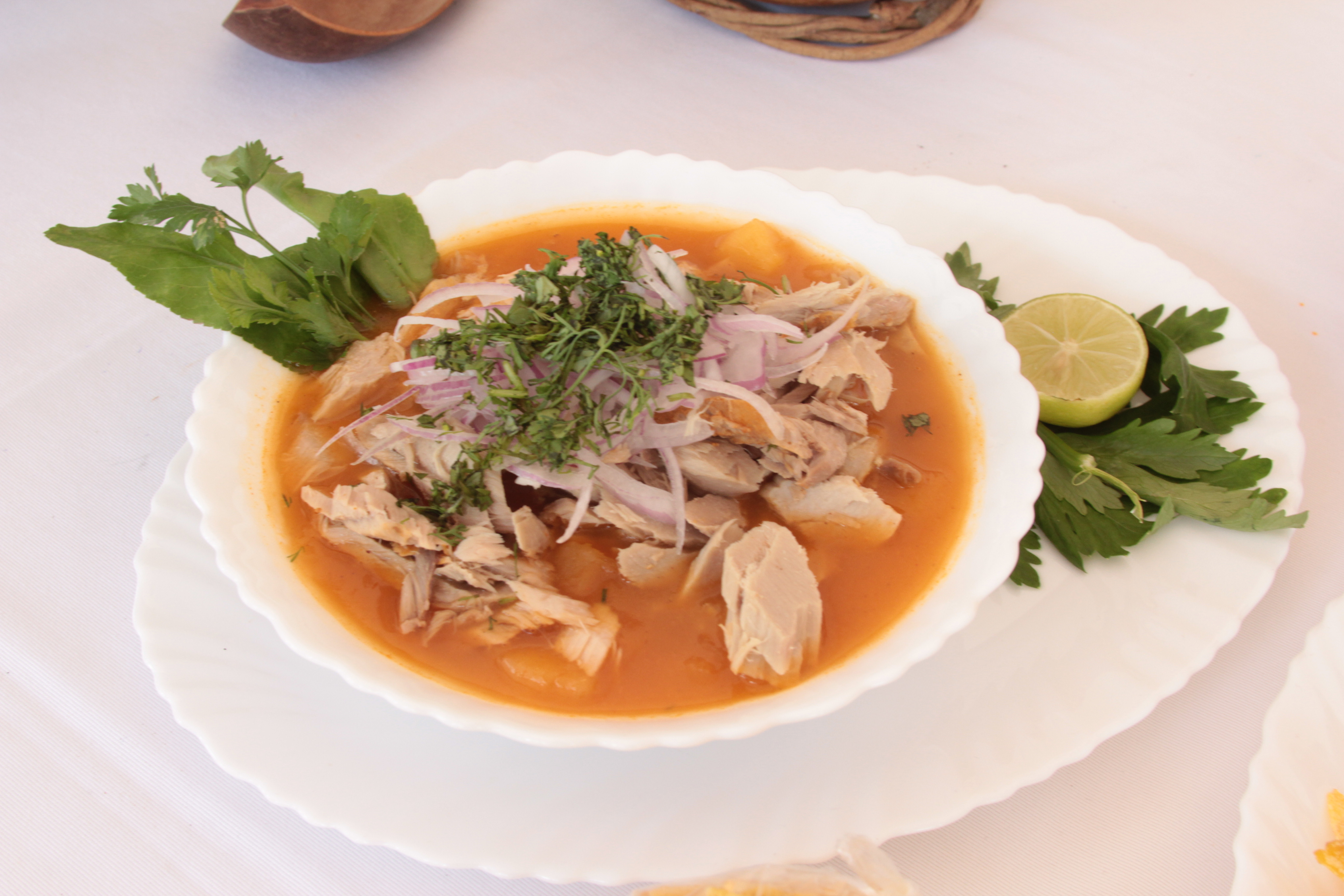
エンセボラード
エクアドルの国民食たる料理であり、国内全土で食されている。

地形の多様性に伴い、食文化も地域によって異なる。さらに、先住民の食文化と中華料理やスペイン料理、イタリア料理、フランス料理、ファストフードなどの世界各国からの移民や黒人の食文化が融合し、エクアドルの食文化は非常に地方色豊かとなっている。ただし、エクアドルはケチュア系の人々が多く暮らす国ではあるが、ペルーやボリビアとは違ってエクアドルではコカ栽培は非合法であるため、コカ茶は飲めない。
コスタでは主に米、バナナ、ユカイモ、魚、エビ、貝類などを主食としている。中でも有名なのがセビッチェといわれる、冷たいエビや貝などのスープであり、ペルーのそれとは名前が同じだけで味は異なる。日常的なものの一つにはセコ・デ・ポロと呼ばれる、鶏肉をコメとアボカドのスライスとともに煮込んだ料理がある。その他にもアロス・コン・ポジョやアロス・コン・マリネーロなど、周辺国と似た料理が食べられている。
シエラでは芋やトウモロコシを主食とし、牛、豚などを飼ったり、ミルクを売ったり食べたりして生活している。海産物はめったに手に入らない。クイと呼ばれる天竺鼠の一種を食べる習慣がある。シエラの料理で代表的なものは豚肉のフリターダや羊肉のセコ・デ・チーボ、スープのロクロなどの名が挙げられる。
オリエンテにもユカイモを軸にした独自の食文化が存在する。乾燥したトウモロコシを茹でて塩で炒め、さらに鶏卵・牛乳・ネギを加えて炒めた「モテ・ピージョ」、トウモロコシを寒冷地で干して豚のラードで炒る「トースタッド」、粗挽きトウモロコシを皮に包み蒸した「ウミータス」という料理がある。
飲料には、代表的なものとして紫トウモロコシを材料とした「コラーダ・モラーダ」と呼ばれる濃厚な粘り気が特徴のドリンクがある。

### 文学
エクアドルの文学は先住民の口承文学に伝統を持ち、スペイン人による征服以後も独自の発展を遂げた。独立前後の作家としては、エウヘニオ・エスペホ、ホセ・ホアキン・オルメド、フアン・モンタルボなどが有名である。
エクアドルにおける小説はミゲル・リオ・フリオの『解放された女』（1863年）によって始まった。ロマン主義の時代にはインディオをテーマにした『クマンダー』（1879年）のフアン・レオン・メラの名が特に挙げられる。エクアドルの近代小説は、シエラからコスタのプランテーションに向かう人々を描いたルイス・マルティネスの『海岸へ』（1904年）が出発点になった。フェルナンド・チャベスの『銀と青銅』（1927年）によって、エクアドルでもインディヘニスモ文学が始まった。のちに国際的にもっともよく知られたエクアドルの小説となったホルヘ・イカサの『ワシプンゴ』（1934年）では、土地を追われ、政府軍によって殺戮される悲惨さの極致としてインディオが描かれた。イカサとは対照的に、ウンベルト・マタが『塩』（1937年）で描いたインディオは、政府軍に対しての抵抗は失敗するものの、イカサのインディオ像には欠けていた人間の尊厳を持ち合わせていた。
キューバ革命後のラテンアメリカでは魔術的リアリズムが影響力を持ったが、エクアドルもその例外ではなかった。1970年代以降の現代小説においては、『マルクスと裸の女の間に』（1976）でフリオ・コルタサルに勝るとまでの反響を得たホルヘ・エンリケ・アドウムや、ベラスコ・マッケンジー、アリシア・ヤネス・コシーオ、『鷲はなぜ飛び去ってしまったのか』（1979年）でアメリカ留学帰りのインディオエリート知識人のアイデンティティの葛藤を描いたグスタボ・アルフレド・ハコメ、『塵と灰』（1979年）でピカレスクを義賊として描いたエリエセル・カルデナスなどが有名である。

### 音楽
エクアドルの音楽は、シエラの先住民系音楽、メスティーソ音楽、アフリカ系音楽に三大別される。また、米国ニューヨーク生まれのサルサや、コロンビア生まれのクンビア、バジェナート、ベネズエラ経由でもたらされたメレンゲなども広く愛好されている。

### 世界遺産
エクアドル国内には、ユネスコの世界遺産リストに登録された文化遺産が3件、自然遺産が2件存在する。

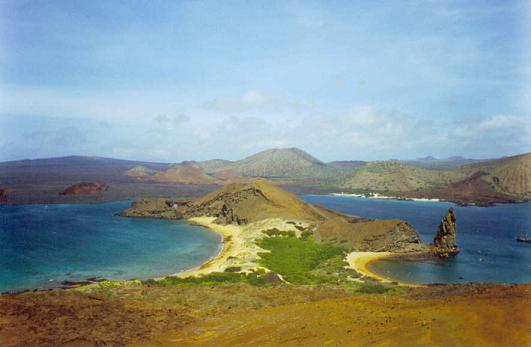
ガラパゴス諸島：1978年、自然遺産、世界遺産登録第一号。ウミイグアナなどのこの諸島固有種の生物が多々生息している。
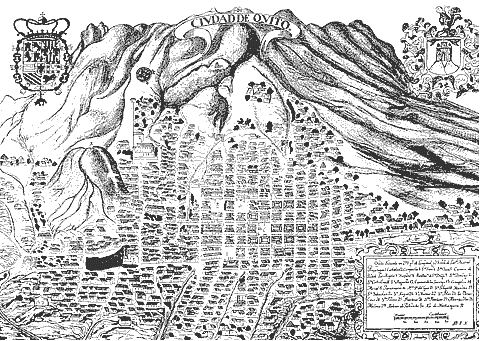
キトの市街：1978年、文化遺産、クスコに次ぐインカ帝国第二の都市。植民地時代を思わせるコロニアルな町並みである。
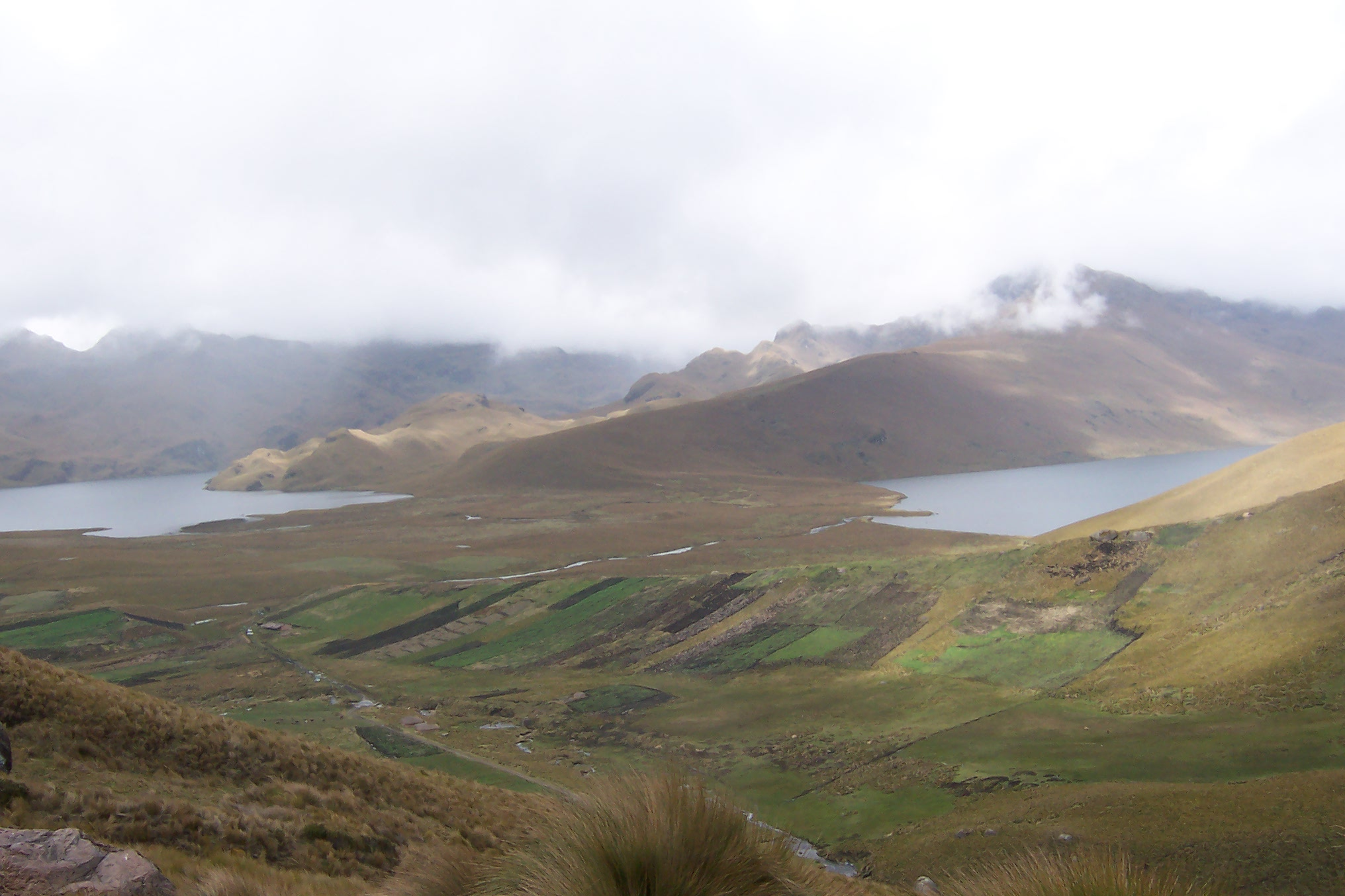
サンガイ国立公園：1983年、自然遺産。
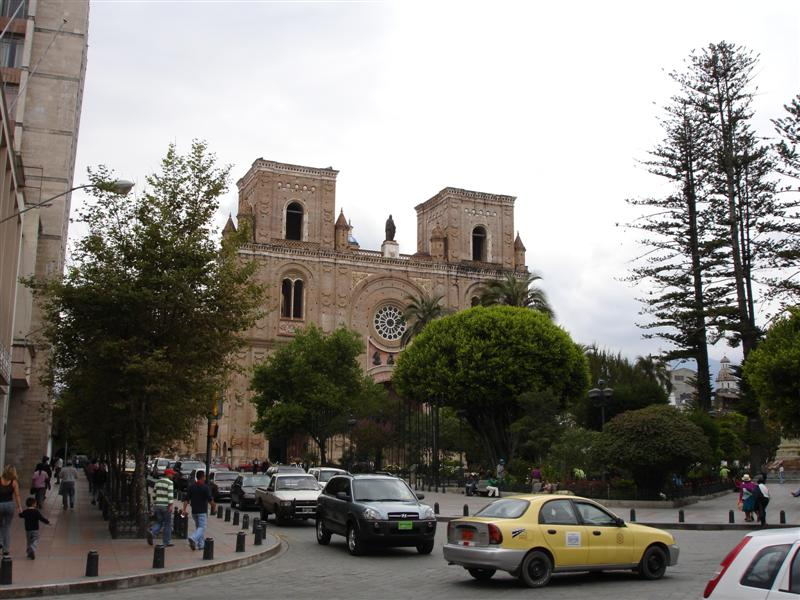
サンタ・アナ・デ・ロス・リオス・クエンカの歴史地区：1999年、文化遺産。

### 祝祭日
| 日付       | 日本語表記                   | 現地語表記                                | 備考 |
| ---------- | ---------------------------- | ----------------------------------------- | ---- |
| 1月1日     | 元日                         | Año Nuevo                                 |      |
| 3月から4月 | 聖木曜日                     | Jueves Santo                              |      |
| 3月から4月 | 聖金曜日                     | Viernes Santo                             |      |
| 5月1日     | メーデー                     | Día del Trabajador                        |      |
| 5月24日    | ピチンチャ戦勝記念日         | 24 de mayo Batalla de Pichincha           |      |
| 7月24日    | シモン・ボリーバル生誕記念日 | Natalicio del Libertador Simón Bolívar    |      |
| 8月10日    | 独立記念日                   | Día de la Independencia                   |      |
| 10月9日    | グアヤキル独立記念日         | Independencia de Guayaquil                |      |
| 10月12日   | スペイン人の日               | Dia de la Hispanidad (Conquista Española) |      |
| 10月31日   | 国章の日                     | Dia del Escudo Nacional                   |      |
| 11月2日    | 死者の日                     | Día de los Difuntos                       |      |
| 11月3日    | クエンカ独立記念日           | Independencia de Cuenca                   |      |
| 12月6日    | キト建設の日                 | Fundación Española de Quito (Conquista)   |      |
| 12月25日   | クリスマス                   | Navidad                                   |      |
| 12月31日   | 大晦日                       | Fin de Año                                |      |

### スポーツ
サッカー
エクアドルでも他のラテンアメリカ諸国と同様に、サッカーが圧倒的に一番人気のスポーツとなっており、1957年にプロサッカーリーグのエクアドル・セリエAが創設された。主なクラブとしては、FIFAクラブワールドカップの2008年大会で準優勝に輝いたLDUキトや、コパ・リベルタドーレスで2度の準優勝経験を持つバルセロナSCなどがある。他にもエル・ナシオナルやエメレクなどが挙げられる。
エクアドルサッカー連盟（FEF）によって構成されるサッカーエクアドル代表は、FIFAワールドカップには3度の出場歴があり、2006年大会ではベスト16の成績を収めた。コパ・アメリカでは、1959年大会と1993年大会でベスト4になった事もある。著名な選手としては、アレックス・アギナガやマンチェスター・ユナイテッドで10年に渡って活躍し続け、同クラブのキャプテンを勤めたアントニオ・バレンシア、チェルシーに在籍しているモイセス・カイセドなどが挙げられる。